# Calaca
Calaca is een gemeente in de Filipijnse provincie Batangas op het eiland Luzon. Bij de laatste census in 2010 telde de gemeente bijna 71 duizend inwoners.

## Geografie

### Bestuurlijke indeling
Calaca is onderverdeeld in de volgende 39 barangays:
| - Bagong Tubig - Baclas - Balimbing - Bambang - Barangay 1 - Barangay 2 - Barangay 3 - Barangay 4 - Barangay 5 - Barangay 6 - Bisaya - Cahil - Caluangan | - Calantas - Camastilisan - Coral Ni Lopez - Coral Ni Bacal - Dacanlao - Dila - Loma - Lumbang Calzada - Lumbang Na Bata - Lumbang Na Matanda - Madalunot - Makina - Matipok | - Munting Coral - Niyugan - Pantay - Puting Bato West - Puting Kahoy - Puting Bato East - Quisumbing - Salong - Sinisian - Taklang Anak - Talisay - Tamayo - Timbain |

## Demografie
Calaca had bij de census van 2010 een inwoneraantal van 70.521 mensen. Dit waren 5.555 mensen (8,6%) meer dan bij de vorige census van 2007. Ten opzichte van de census van 2000 was het aantal inwoners gegroeid met 12.032 mensen (20,6%). De gemiddelde jaarlijkse groei in die periode kwam daarmee uit op 1,89%, hetgeen lager was dan het landelijk jaarlijks gemiddelde over deze periode (1,90%).

De bevolkingsdichtheid van Calaca was ten tijde van de laatste census, met 70.521 inwoners op 114,58 km², 615,5 mensen per km².
Agoncillo · Alitagtag · Balayan · Balete · Batangas City · Bauan · Calaca · Calatagan · Cuenca · Ibaan · Laurel · Lemery · Lian · Lipa · Lobo · Mabini · Malvar · Mataasnakahoy · Nasugbu · Padre Garcia · Rosario · San Jose · San Juan · San Luis · San Nicolas · San Pascual · Santa Teresita · Santo Tomas · Taal · Talisay · Tanauan · Taysan · Tingloy · Tuy